# Fernandez (cràter)
Fernandez és un cràter d'impacte en el planeta Venus de 23,7 km de diàmetre. Porta el nom de Maria Antonia Vallejo Fernández «La Caramba» (1751-1787), cantant i ballarina de flamenc espanyola, i el seu nom va ser aprovat per la Unió Astronòmica Internacional el 1985.